# Gheorghe Ionescu-Sinaia
Gheorghe Ionescu-Sinaia, romunski general, * 1888, † 1969.